# Tirà becut meridional
El tirà becut meridional (Oncostoma olivaceum) és un ocell de la família dels tirànids (Tyrannidae).

## Hàbitat i distribució
Viu als clars del bosc, matolls i sotabosc de les terres baixes a l'est de Panamà i nord de Colòmbia..